# Parrina bianco
Il Parrina bianco è un vino DOC la cui produzione è consentita nella provincia di Grosseto.

## Caratteristiche organolettiche
- colore: giallo paglierino leggermente dorato.
- odore: vinoso, fine, profumato, persistente.
- sapore: secco, vellutato, con leggero retrogusto amarognolo.

## Produzione
Provincia, stagione, volume in ettolitri
- Grosseto  (1990/91)  1260,0
- Grosseto  (1991/92)  2016,0
- Grosseto  (1992/93)  1540,0
- Grosseto  (1993/94)  1800,04
- Grosseto  (1994/95)  1372,0
- Grosseto  (1995/96)  1498,0
- Grosseto  (1996/97)  1144,05